# Отглеждане на тютюн
Тютюнът е култура с добре изразена самопоносимост, поради което може да се отглежда успешно продължително време след себе си, т.е. като монокултура. Това е благоприятно за регионите с типично производство на ориенталски тютюни, тъй като почвените и теренните условия там са неподходящи за отглеждане на повечето земеделски култури.
Продължителното отглеждане на културата обаче води до обедняване на почвата на хранителни вещества и до нарушаване на агрегатния ѝ състав. Ето защо се препоръчва въвеждане на сеитбообращения.
Подходящи за равнинните райони са двуполните сеитбообороти, в които тютюнът да се редува със зърнено-житна култура със слята повърхност (пшеница, ечемик). За районите, където тютюнът е основна култура, се препоръчват многополни сеитбообращения, в които тютюнът също може да заема 50 % от площта, но да се редува последователно със зърнено-житни със слята повърхност и със зърнено-бобови култури. За районите с преобладаващо тютюнево производство се препоръчват уплътнени сеитбообороти от вида зимен (пролетен) фий или глушина (едногодишна фуражна култура отглеждана за прехрана на зайци, кози, крави, овце) – тютюн – тютюн – тютюн. Допустимо е дори при монокултурно отглеждане на тютюна през част от годините да се засява зимно бобово като предкултура за зелена маса (сено), след което да се разсажда тютюн.

## Обработка на почвата
Наличието на голямо почвено-климатическо и теренно разнообразие не само между отделните тютюневи области и райони, но и вътре в самите райони и микрорайони, лекият, скелетен характер, силната водопропускливост и слаба водозадържаща способност на почвите за тютюнопроизводство; агробиологичната специфичност, че тютюнът се разсажда през май до началото на юни, когато е максимумът на годишните валежи, изисква прилагане на диференцирани методи за обработка на почвата.
С правилната обработка трябва да се създават условия за бързо вкореняване, нормално развитие на растенията и за приложение на комплексна механизация при отглеждането и прибирането на тютюна.

### Ориенталски тютюн
Тютюнът изисква дълбоко обработена почва. За целта след стърнищен предшественик, не по-късно от месец август се извършва оран на дълбочина 25 – 30 cm с плуг с предплужник. След окопен предшественик включително и след тютюн се извършва оран на дълбочина 25 cm. При определяне дълбочината на оранта се изхожда от конкретните условия на районите и микрорайоните. За площи в района на Джебел, характеризиращ се с плътен орен слой – на 18 – 22 cm, а за равнинните райони – 22 – 25 cm.
В резултат на активните водно ерозионни процеси в България над 70 % от почвите в типичните тютюневи райони са с плитък хумусен хоризонт – до 20 – 25 cm и със силно влошени водно-физични свойства, което налага продълбочаване на орния слой. Установено е, че при почвено-климатичните условия на Джебелския район удълбочаването чрез разрохкване на подорницата до 25 cm и чрез риголване на дълбочина до 40 cm увеличава добива с 10 – 15 %. Риголването следва да се прилага на площи силно заразени от синя китка, нематоди и при почвена умора.
При алувиално-делувиалните якалийски и излужените канелено-горски почви, удълбочаването на орния слой увеличава добивите от ориенталския тютюн с 6 – 11 % в годината на извършването и с 8 – 17 % през следващата година.
Продълбочаването на площите се извършва едновременно с есенната оран през 3 – 4 години. С него се избягва силното уплътняване на подорния хоризонт и се повишава ефективността на системите за борба с плевелите и синята китка.
Пролетната предпосадъчна обработка на почвата се състои в брануване и култивиране на дълбочина 8 – 12 cm. Задължително е обаче извършването на пролетна дълбока обработка. Пролетната дълбока оран има определено предимство пред останалите начини на обработка на почвата, понеже се създава благоприятен въздушен, топлинен, воден и микробиален режим – необходимо условие за мощно развитие на кореновата система. Установено е, че за разлика от останалите пролетни култури като царевицата, слънчогледа и др., при които с пролетната обработка се цели да се запази влагата, то за тютюна влагата в горния слой на почвата е нежелателна. Тя води до развитие на повърхностна коренова система и прави растенията неиздръжливи на засушаване през втората половина на вегетацията.
За тютюна повече влага е необходима само за прихващането на разсада, която се осигурява с разсаждането. След това е необходимо повърхностно засушаване на почвата. Засаденият в дълбоко разрохкана и засушена почва тютюн развива мощна коренова система, която го прави издръжлив на лятното засушаване. Такъв тютюн не презрява лесно и не прегаря при продължително засушаване, дава нормални по едрина, но охранени, съдържателни листа, които по-малко се изшарват при сушенето им. Дълбоко изораната и изсушена почва не се утъпква при разсаждането и първото окопаване може да се проведе малко по-късно, без отрицателни последствия. С дълбоката пролетна оран се създават условия за получаване на по-добре изравнен посев, за по-висок и стабилен добив, с добро качество.

### Наклонени терени с водна ерозия
Площите в тютюневите райони подложени на водна ерозия заемат висок процент. Борбата с почвената ерозия е основен проблем при отглеждането на тютюна. В полупланинските и планински райони се наблюдава голям повърхностен отток, измиващ голямо количество почва от повърхностния слой. Измиването на почвата за един сезон може да достигне до 15 – 20 t и загуба на хумус 20 kg/dka. Това налага в полупланинските и планински райони да се осъществи система от мероприятия за борба с водната ерозия на почвата.
Тази борба се свежда към следното: есенната оран не се извършва или се извършва по-рано напречно на склона. Разсаждането, а следователно и междуредовите обработки също се провеждат напречно на склона. Добри резултати се получават когато есенната оран се съчетае с набраздяване в посока на хоризонталите през 20 m в зависимост от наклона и механичния състав на почвата. На силно наклонени площи се изграждат водоотводни канавки.
Високоефективно мероприятие за борба с почвената ерозия е въвеждането на уплътнени сеитбообращения с едногодишни житни и бобови култури /зимен и пролетен фий и грах/ със слята повърхност. Още по-добри резултати се получават когато се отглеждат смески от бобови и житни култури, които напролет се прибират за изхранване на животни или се заорават за обогатяване на почвата с органична материя. Изораването на площите се извършва не по-късно от 15 дни преди разсаждането на тютюна.

### „Виржиния“ и „Бърлей“
След стърнищен предшественик оранта се извършва не по-късно от месец октомври на дълбочина 25 – 30 cm с плуг с предплужник.
След окопен предшественик се извършва есенна дълбока оран до 25 cm с плуг.
След уплътнен сеитбооборот се извършва пролетна дълбока оран с плуг с предплужник до 30 cm, при която да бъдат напълно покрити растителните остатъци от предходната култура, за да не пречат на последващите пролетни обработки и да не създават условия за поражения от болести и неприятели по тютюна.
Когато предшественикът е тютюн, веднага след обиране на последните годни листа, тютюневите стебла се покосяват и надробяват с кръсторез. Извършва се есенна дълбока оран на 25 – 30 cm с плуг.
При поникнали плевели в площите определени за тютюнопроизводство, преди зимните валежи се извършва дисковане на оранта.
За да се осигури равномерно поливане, периодично през 3 – 4 години площта задължително се подравнява след есенната оран. На площите, на които ще се прилага гравитачна поливка, преди дълбоката оран се извършва подравняване с дисково оръдие. При текущо подравняване на площите за тютюн дебелината на почвения слой, който се премества от едно място на друго, не трябва да бъде по-голяма от 20 cm.
С предпосадъчната обработка почвата трябва да се доведе до градинско състояние – пълно раздробяване и запазване троховидната структура на дълбочина не по-малка от 20 cm, за осигуряване на благоприятен въздушен и топлинен режим – необходимо условие за качествено машинно разсаждане и за мощно развитие на кореновата система.
За целта на леките песъкливо-глинести и глинесто-песъкливи почви се извършва:
- Ранно пролетно брануване със сцепка тежки зъбни брани на недискувани през есента площи;
- Втората предпосадъчна обработка се извършва не по-късно от края на март с дисково оръдие или култиватор, а при силно уплътнени почви и с плуг на дълбочина 20 cm. Преди тази обработка се внасят и предвидените количества минерални торове.
- Третата предпосадъчна обработка се извършва 4 – 6 дни преди разсаждането с дисково оръдие или култиватор на дълбочина 12 – 15 cm.

Аналогична е схемата на обработка на почвата и за останалите типове почви, с по-тежък механичен състав, с тази разлика, че когато има опасност да се образуват големи буци се избягва изораването с плуг. За да се постигне разрохкване на почвата на дълбочина 20 – 22 cm може да се използва работен орган изработен от обикновена скъсена лястовица с ширина между ушите в задната част на 90 mm, като към предния ѝ край отдолу се заварява стоманен зъб /длето/ за стабилност при по-тежки

## Торене
Тютюнът е култура, която изисква умерено и балансирано торене. Завишените азотни норми водят до уплътняване на листата като увеличават количеството на белтъците и намаляват това на захарите. Фосфорът балансира азотното торене и води до увеличаване количеството на захарите. Тютюнът е калиеволюбива култура. Калцият, ако е в недостиг, води до завиване на пъпките и окапването им след бутонизация.
Торови норми:
- дребнолистен тютютн – 3 – 4 кг/дка азот (а.в.), 4 – 6 кг/дка фосфор;
- „Вирджиния“ – 4 – 6 кг/дка азот, 6 – 8 кг/дка фосфор;
- „Бърлей“ – 6 – 9 кг/дка азот, 12 – 15 кг/дка фосфор.

Азотът се внася при разсаждането, а фосфорът преди основната оран.

## Производство на разсад
Отглеждането на тютюна обхваща два периода – производство на разсад и отглеждане на полето след разсаждане. Опитите за отглеждане без разсадопроизводство в България никога не са били успешни.
Разсадопроизводството цели получаването на здрав, автентичен и висококачествен разсад, поради което то е трудоемко и ресурсоемко, и предполага решаването на няколко много важни проблема:
1. Избор и подготовка на семената за сеитба. След узряването си семената на тютюна изискват много дълъг покой, което налага за следващата сеитба да се използват двегодишни семена. Семената следва да бъдат обеззаразени с формалин, след което се пристъпва към „рътене“. Семената се накисват за едно денонощие в хладка (18 – 20 °С) вода, след което се поставят в затоплено помещение (20 – 25 °С), където се разстилат на тънък пласт за да покълнат. Кълненето трае 6 – 8 дни, през което време те се разбъркват и навлажняват. Ако времето не е подходящо за сеитба, семената се оставят в хладно помещение при 10 °С, през което време отново следва внимателно да се разбъркват.
2. Избор и подготовка на мястото за лехи. Мястото за извършване на разсадопроизводство следва да бъде близо до населеното място, тъй като това производство изисква почти денонощно присъствие на хора. То трябва да бъде добре защитено от ветрове, близко до водоизточник, а почвата да бъде наносна, богата и отцедлива.
Подготовката на почвата за сеитба включва наторяване, обработка и обеззаразяване. Торенето е с 3 – 4 т/дка добре угнил оборски тор, 30 – 40 кг/дка суперфосфат и 15 – 20 кг/дка калиев тор. Почвата и оборският тор се обеззаразяват най-често с пестициди или формалин.
3. Лехи и парници. Най-добре е за разсадопроизводство да се използват парници, но това го оскъпява, поради което най-често за тази цел се използват покрити с полиетиленови тунели лехи. Тези лехи имат дължина 8 – 12 м и ширина 1,20 м, което ги прави удобни за всякакви ръчни операции. По границите са обиколени с 5 – 6 см тирове, които да задържат поливната вода и да предпазват от издухване на повърхностния пласт тор.
4. Засяване на тютюневите лехи. Сеитбата се извършва при задържане на външната температура на въздуха на 7 – 8 °С, което в районите на ориенталския тютюн съвпада с края на февруари – началото на март. Посевната норма е 0,8 – 1 г семе на 1 m². С цел правилното им разхвърляне много дребните семена на тютюна се смесват с пресята пепел или пясък, а сеитбата се извършва от най-опитните работници. След разхвърлянето на семената лехите се поливат, покриват се с добре угнил и пресят оборски тор с дебелина около 1 см и отново се поливат.
5. Отглеждане на разсада. Включва: поливане, пресипване, разреждане, плевене, борба с болести и неприятели, покриване и откриване на тютюневите лехи, закаляване и др.
Поливането от сеитба до фаза „кръстосване“ е ежедневно – около 2 – 3 л вода на 1 кв. м, след което броят на поливките се разрежда, а нормата се увеличава до 3 – 4 л/m². При затопляне на времето поливането се извършва или рано сутрин или късно надвечер.
Разсадът се плеви няколкократно, но могат да се използват и хербициди. Разреждане се прави ако разсадът е по-гъст от нормалното.
По време на производството на разсад се води химическа борба срещу болестите сечене, кореново гниене и мана. От неприятелите с най-голямо значение са поповото прасе, къртицата, сляпото куче, голите охлюви и тютюневия трипс.
Не се допуска температурата в закритите тунели да надвишава 30 °С, което налага ежедневно частично откриване и закриване на лехите. Това се прави внимателно, като се следи за промените във времето, тъй като съществува опасност от повреждане на разсада от ниски температури и от вятъра.
Към края на разсадопроизводството се извършва закаляване на разсада чрез намаляване на поливането и адаптирането му към метеорологичните условия на открито.

### На обикновени лехи
Разсадопроизводните участъци се разполагат на площи с лек механичен състав на почвата, без растителни и токсични за тютюна пестицидни остатъци, отдалечени от тютюневи сушилни и оранжерии, незаразени от галова нематода и синя китка, естествено защитени от вятър и осигурени с постоянен чист водоизточник. Ако площта няма естествена защита от ветрове се изграждат временни ветрозащитни заграждения около лехите или поне от страна на вятъра.
Подготовката на участъка за разсад започва през есента с дълбока оран и наторяване с 3 – 4 t/дка добре угнил оборски тор при леки, песъкливи и бедни на органично вещество почви. Желателно е през есента лехите да се оформят грубо, като почвата се натрупва по дължината им във вид на гребен. Това увеличава почвения дренаж и облекчава работите по пролетните обработки.
В края на февруари, началото на март се създават условия за пролетна подготовка на лехите. Когато не може да се извърши машинно фрезоване, лехите се прекопават ръчно на дълбочина 8 – 12 cm. Оформя се леха с ширина 1 m, дължина от 10 до 25 m и височина от 10 – 15 cm. От двете страни на лехата се оставят по 25 – 30 cm пътеки.
Следва валиране на лехите за окончателно заглаждане и уплътняване на горния почвен слой преди сеитбата.
Обеззаразяването на почвата в площите определени за разсадопроизводство и торовата покривка е важно мероприятие за унищожаване на плевелните семена и зимуващите форми на насекоми и причинители на болести. Извършва се с някой от тоталните пестициди – вапам или базамид гранулат.
Ако почвата и торовата покривка не са обеззаразени с тотални пестициди, след засяване лехите се третират със селективни хербициди Девринол 4 Ф или Лама 45 СК – 3 – 4 ml/10 m2 леха. Внасянето на хербицидите става еднократно върху положената торова покривка или двукратно, като 1/3 от дозата се внася в лехите преди сеитбата, а 2/3 след полагане на торовата покривка.
За осигуряване на готов разсад в периода 25 април – 25 май е необходимо лехите да бъдат засети от 25 февруари до 15 март.
За засаждане на 1 декар едролистен тютюн (Виржиния или Бърлей) се засяват 10 – 12 m2 леха по 0.1 – 0.2 g/m2 семена
Само при пропускане на отималния срок за засяване сеитбата се извършва с рътени семена. Най-подходящо е рътене на семената до поява на бяла точка. Така изрътените и подсушени семена запазват напълно кълняемостта си и могат да се сеят по всяко време.
Преди сеитбата ако почвата в лехите е просъхнала, се извършва поливка до навлажняването ѝ на дълбочина 5 – 6 cm. Сеитбата се извършва по сух или воден начин. Сухото засяване се извършва ръчно, като семената смесени с чист изпечен пясък в съотношение 1:200, се изсяват с равномерни движения. Водният начин е с лейка, снабдена със специално перфорирана тръба с дължина 1 m. Сеитбата да се извършва в тихо време, а във ветровито да се осигури завет.
Непосредствено след сеитбата лехата се покрива равномерно с добре угнил, пресят, обеззаразен оборски тор или смес от равни части оборски тор, речен пясък и торф. Дебелината на торовата покривка над семената да не надвишава 1 cm.
Тютюневият разсад се отглежда в полиетиленови тунели. Задължително е полиетиленът да е нов и прозрачен за да се осигури достатъчна светлина за растенията.
От засяването до скубането тютюневият разсад изисква всекидневни грижи, наблюдения и проверки.
Критичен период е фазата от засяване на семената до поникване на разсада. Младите кълнове на тютюна могат да загинат само за няколко часа преди поникване над повърхността на лехата при засъхнала торова покривка и температура на въздуха в тунела над 32 0С. Непосредствено след сеитбата и до пълното поникване повърхността на почвата под торовата покривка се поддържа умерено влажна, без да се допуска нито засушаване, нито преовлажняване. Полива се често при необходимост по няколко пъти на ден с по около 2 – 3 литра вода на кв. метър. След пълното озеленяване на лехата и през време на вкореняването поливките се разреждат по веднъж на 2 – 3 дни, но са с по-голямо количество вода 5 – 6 литра на кв. метър. При затопляне на времето и добро окореняване на разсада се преминава към обилни поливки след просъхване повърхността на лехата на 2 – 3 cm. В случай, че разсадът жълтее и изостава в развитието си поливките трябва да се преустановят за известно време. Седмица преди датата на разсаждане поливането постепенно намалява до пълното му прекратяване с цел закаляване на растенията.
Поливането се извършва до обяд, а когато разсадът е след фаза уши (края на април) и привечер или сутрин рано.
От засяването до фаза вдигане на уши лехите се проветряват само когато се е получило голямо преовлажняване на почвата или температурата се е повишила над 32 0С. Дори и в тези случаи проветряването трябва да се извършва внимателно за да не се депресират растенията. След вдигането на уши, което съвпада с по-високите външни температури, да не се допуска вдигане на температурата в тунелите над 26 – 28 0С, тъй като се затормозява развитието на младите растения.
Не трябва да се допуска съчетаването на висока температура с висока почвена влажност, което причинява сечене на разсада.
Проветряването на тунелите се осъществява чрез частично или пълното им откриване в зависимост от степента на заоблаченост и силата на вятъра.
Тютюневият разсад е подложен на режим на отглеждане, който за късо време трябва да даде голяма растителна маса. Това изисква добро и балансирано хранене.
Извършват се 3 подхранвания на разсада.
- Първото подхранване се извършва при фаза кръстосване с 15 g/m2 нитрофоска или калиев нитрат.
- Второто подхранване – при фаза вдигане на уши с 20 – 25 g/m2 нитрофоска или калиев нитрат.
- Третото подхранване се извършва при необходимост около седмица след второто с 10 – 15 g/m2 амониева селитра или 20 g/m2 калиев нитрат.

След разпръскване торовете върху лехата, задължително се извършва обилна поливка за измиването им от растенията с цел да се избегнат пригори.
При наличие на сечене или кореново гниене по разсада подхранвания не се извършват докато не се ограничат или елиминират тези заболявания. Ако подхранването е наложително то се извършва с листни торове посредством гръбна пръскачка.
Не се допуска развитие на плевели в лехите, тъй като те са конкуренти на тютюневите растения, като отнемат хранителните вещества, въздуха и светлината на младите поници, задушават ги и не им позволяват да се развиват нормално. Според условията може да се наложи неколкократно плевене. При това не бива да се допуска увреждане на разсада. Затова няколко часа преди плевене или привечер на предния ден лехата се полива. Задължително след плевене, и то без да се чака прочистването на цялата леха, се извършва поливка с фина струя вода. Най-благоприятното време за плевене са облачните и влажни дни. Оголени от вятъра или поливките части на лехата се пресипват с добре пресят оборски тор или смес от оборски тор и чист пясък за да се загърли разсадът и да се стимулира развитието на повече корени. Особено е полезна пресипката след всяко плевене да става преди поливката за да се отмият полепналите по листата почвени частици.
Не се използва само пясък за пресипка, тъй като при нагряване от слънчевите лъчи предизвиква пригор по стеблата на растенията – така нареченото лъжливо сечене.
Успешното разсадопроизводство е немислимо без равномерно закаляване на младите тютюневи растения. С него се постига постепенното приспособяване на разсада към полските условия, които са по-сурови от тези в покритите лехи. Закаляването трябва да стане постепенно и внимателно чрез по-слабо поливане на разсада и оставяне на растенията да привикнат на по-ниски температури и по-силно проветряване. Седмица преди изнасяне на разсада на нивата поливките се преустановяват и се вземат мерки за пълното му опазване от трипс, листни въшки, листни бълхи, бактериални и гъбни болести.
Определените за скубане лехи се поливат добре в късните следобедни часове на предходния ден, за да се вадят с повече почва около корените. Младите растения се скубят избирателно, едно по едно, като се подбират с еднакво развитие. Растенията с късо, дебело стебло, едри листа и клинообразен корен се бракуват като негодни. До разсаждане разсадът се държи на сянка.

### Във водни лехи (хидрокултура, флоат система)
Отглеждането на тютюнев разсад като хидрокултура е нов метод, който постигна значителен успех в цял свят. В България този начин на отглеждане на тютюневия разсад се прилага все още ограничено и само при едролистните тютюни. Преимуществата на разсада произведен по този метод са много, като най-съществените са – изравненост, запазване целостта на кореновата система, бързо прихващане на полето, по-висок добив.
Методът се състои в отглеждането на разсада в специални клетъчни контейнери, пълни със субстрат, състоящ се от смес на различни видове торф с перлит в определени пропорции. В тези контейнери се осъществява сеитбата на гранулирани тютюневи семена. Контейнерите се поставят във вани с хранителен разтвор, които заместват традиционните почвени лехи.
Всички хранителни вещества за разтвора, както и фунгицидите за предпазване разсада от гъбни болести се поставят във водата.

## Разсаждане
Разсаждането на тютюна е решаващ фактор в тютюнопроизводството. Направените по време на разсаждането пропуски трудно се поправят и водят винаги до намаляване добива и качеството на тютюна.

### Ориенталски тютюн
Оптималният срок за разсаждане на ориенталските тютюни е от края на април до края на май. При ранното разсаждане, узряването на листата, брането и сушенето протичат в най-благоприятното време. Тютюнът разсаден през юни в повечето случаи дава по-нисък добив и качество.
Оптималната гъстота на разсаждане се определя от сорта тютюн.
- За сортовете тип баши бали тя е 40 – 50 cm междуредово и 12 – 14 cm вътрередово разстояние.
- За сортовете тип басми – 25 – 30 cm междуредово и 8 – 10 cm вътрередово разстояние.
- За тютюна отглеждан в Северна България – 50 – 55 cm междуредово и 13 – 15 cm вътрередово разстояние.

### Едролистни тютюни
Започването на разсаждането на едролистни тютюни („Виржиния“ и „Бърлей“) се съобразява със затоплянето на почвата на дълбочина 10 – 12 cm, където температурата трябва да е над 12оС.
Разсаждането се извършва с двуредова или четириредова разсадопосадъчна машина, която се регулира за дълбочина на разсаждане 7 – 8 cm и подавано количество вода на растение от 200 до 300 ml в зависимост от влажността на почвата.
Едновременно с разсаждането, в зависимост от конкретните указания, могат да се внесат гранулирани препарати и торове ивично от двете страни на реда.
Попълването на местата на пропадналите растения се извършва при разсаждането, и то не по-късно от 5 дни след разсаждането с добре развит разсад.
За отделните райони и микрорайони според плодородието на съответните почви се препоръчват различни разстояния на разсаждане с цел формиране на оптимална за конкретните условия листна маса на единица разсадена площ.
На леки, песъкливи почви се препоръчва плътност на посева от 1800 – 2200 растения при разстояния на разсаждане 100 – 110 cm междуредие и 49 – 52 cm в реда.
На по-тежки, глинести почви се препоръчва плътност на посева от 2400 до 3200 растения на декар, при разстояния на разсаждане 90 – 100 cm междуредие и 35 – 40 cm в реда.

## Сушене и съхранение
Съществуващата сушилна база за ориенталски тютюн се състои основно от обикновени палатки с дървена конструкция покрити само отгоре с полиетилен. В тях низите се разполагат обикновено на един етаж и сушенето зависи изцяло от климатичните условия, което не винаги гарантира високо качество.
Има построени сушилни оранжерии ПУЛС-28 и ПУЛС-5О изцяло покрити с полиетилен. Те дават възможност за по-ефективно използване на слънчевата енергия и за известно регулиране на сушилния процес.
През последните години в ИТТИ беше създадена нова сушилна с малка височина (0,6 м), която се покрива с подвижно полиетиленово платно, само по време на сушилния сезон. По този начин платната могат да се използват няколко сезона.
Основно изискване при разположение на сушилните върху терена е низите с тютюн в тях да са ориентирани в посока север-юг. Неспазването на това условие води винаги до забавяне на сушенето и влошаване на качеството.
Сушилните не трябва да бъдат разположени на ветровити места, където съществуват въздушни течения, на сянка под дървета или сгради. Трябва да се използват закътани места, като се осигури по възможност ветрова защита.
Пода на сушилните е землен и уравнен, като всяка растителност трябва да се премахва и редовно да се отстранява по време на сушилния сезон.
Височината на окачване на низите в сушилните трябва да бъде около 1,5 m, за да може спокойно изправен човек да извърши тази манипулация. По-малка височина (0,6 m при новите сушилни) е допустимо само при наличието на подвижни платна, които се свалят при зареждането и поставят по време на сушилния процес.
Нормалното натоварване е 8 – 10 килограма сух тютюн за сезон на 1 m2 сушилна площ. Така лесно може да се пресметне необходимата сушилна площ за засаден тютюн.

### Бране, низане и окачване
Получаването на сух тютюн с високо качество зависи преди всичко от производството на висококачествена и съдържателна суровина от нивата, брана в техническа зрялост. Признаците на техническата зрялост при ориенталския тютюн се изразяват външно с общо просветляване и появяване на светло кафяв ръб на петурата и подгаряне на върха. Характерно за технически зрелите листа е, че те са завършили своя растеж, стават по-плътни и се откъсват от стъблото леко, без обелване на кората.
Набраният и добре подреден тютюн се транспортира до мястото на низане. Низането се извършва с единична или двойна игла. Независимо от начина на низане теглото на низите трябва да бъде еднакво. В зависимост от едрината на листата една низа с дължина 2,5 m трябва да тежи от 2,5 до 4,5 kg свеж тютюн за баши бали и 1,2 – 2,5 kg за басмите.
При низане с двойна игла това се постига, като една добре напълнена двойна игла с дължина 80 cm се разнизва на една низа. Листата трябва да се разпределят равномерно по цялата дължина на канапите без свиване, без образуване на пачки или празни сектори. Закрепването на низите става с кукички от тел или пирони предварително поставени на надлъжните страни на сушилните. Всяка низа се закрепва на три места – в двата края и средата. При окачване низите трябва да се опъват много добре, за да не се образува провисване. Напълването на сушилните трябва да става за един, максимум за два дни. Низите се окачват равномерно при гъстота 7 – 8 низи при баши бали и 8 – 10 низи при басмите в линеен метър. Максималният брой низи се поставят при по-дребни листа от I и V беритба, а минималният при най-едрите листа от средния пояс.
Най-сполучливо е сушенето, когато низите са разположени на един етаж. При двуетажно сушене низите от долния етаж съхнат по-бавно и се получава тютюн с по-ниско качество.

### Технология на сушене
При сушилните покрити само от горе с полиетилен в никакъв случай не бива да се допуска разположение на низите близо до покрива (окачване наклонено под полиетилена), защото се получава слънчев пригор или фиксиране на зелен цвят./на разстояние минимум 30 cm/.
Сушенето на тютюна в закрити сушилни-оранжерии се състои в регулиране на вентилацията, което практически се осъществява с отваряне и затваряне на вратите от двата края на сушилните. През първите 2 – 3 дни от сушенето вратите се отварят напълно и след това през 2 – 3 дни постепенно се затварят. Продължителността на затварянето зависи от състоянието на тютюна и характера на времето. При вятър и дъжд вратите трябва да се притварят, но след това трябва отново да се възстанови необходимата вентилация.
При сушене в новите ниски сушилни с подвижни платна могат да се съчетаят преимуществата на слънчевото сушене (по отношение на качеството) с тези на сушилните оранжерии (по-ефективно използване на слънчевата енергия). Това може да се осъществи като през първите дни платната се свалят и тютюна се суши директно на слънце. След приключване на активния сушилен процес (първите 5 – 7 дни) платната отново се поставят. При влошаване на времето и вечер платната също се разстилат върху сушилнята. По този начин с минимален труд се постига максимален технологичен ефект.
При необходимост, обикновено недозрял материал, тютюнът трябва да се нажълти, преди да се постави в сушилнята.
Листата от долния пояс се берат леко недозрели, нижат се рядко и се изнасят веднага на слънце. Материалът от средния пояс обикновено не се изнася веднага на слънце, а се нажълтява на сянка. Листата от горния пояс се нуждаят от по-пълно нажълтяване.
Една от възможностите е това да стане на низи, които се поставят на сянка с върховете нагоре. Минималната продължителност на нажълтяване е 24 часа.
Друга възможност е низите да се закачат в сушилнята и отгоре същите да се закрият с материя, непропускаща слънчевата светлина. След нажълтяване на тютюна тя се отстранява от сушилното съоръжение и сушенето продължава на пряка слънчева светлина.
Това технологично мероприятие трябва да се провежда много внимателно, защото едно ненужно или удължено нажълтяване може рязко да влоши качеството на сухия тютюн.
След приключване на сушилния процес, което практически се установява ако главната жила на листата се чупи, низите се групират в сандали по 5 и се пренасят в склад.
Складовете трябва да бъдат закрити, добре изолирани от външни условия, преки слънчеви лъчи и странични миризми.
В процеса на съхраняването са необходими постоянни грижи и контрол върху състоянието на тютюна.